# آلوین سانچس
آلوین سانچس (انگلیسی: Alvyn Sanches؛ زادهٔ ۱۲ فوریهٔ ۲۰۰۳) بازیکن فوتبال اهل پرتغال است.